# 馬克斯·克里斯蒂
小科馬克·卡爾·克里斯蒂（英語：Cormac Karl Christie Jr，2003年2月10日—），出生於伊利諾伊州阿靈頓海茨，美國職業籃球運動員，現效力於NBA達拉斯獨行俠，場上位置為得分後衛。

## 職業生涯
2025年2月2日，克里斯蒂與安東尼·戴維斯被洛杉矶湖人交易至達拉斯獨行俠，換取盧卡·唐西奇、马克西米利安·克勒贝尔和马基夫·莫里斯。

## 外部連結
- 马克斯·克里斯蒂在fiba.basketball（英语）
- 马克斯·克里斯蒂在NBA（英语）
- 马克斯·克里斯蒂在NBA G聯盟（英语）
- 马克斯·克里斯蒂在Basketball-Reference.com（NBA）（英语）
- 马克斯·克里斯蒂在Basketball-Reference.com（NBA G聯盟）（英语）
- 马克斯·克里斯蒂在Sports-Reference.com（NCAA）（英语）
- 马克斯·克里斯蒂在ESPN（NBA）（英语）
- 马克斯·克里斯蒂在Eurobasket.com（球員）（英语）
- 马克斯·克里斯蒂在RealGM（英语）
- 马克斯·克里斯蒂在Proballers（英语）
- USA Basketball bio